# Ночная посылка
«Ночная посылка» (англ. Overnight Delivery) — американская романтическая комедийная мелодрама 1998 года режиссёра Джейсона Блума. В главных ролях снялись Пол Радд, Риз Уизерспун и Кристин Тейлор.

## Сюжет
Уайэтт Трипс (Пол Радд) обычный студент колледжа, который помолвлен с Кимберли Джесни (Кристин Тейлор) и безумно в неё влюблен. Однажды он случайно узнает, что подруга, которая учится в другом колледже, изменяет ему. Он идет в стриптиз-клуб, где приятели пытаются его ободрить, и изрядно выпив, знакомится со студенткой по имени Айви Миллер (Риз Уизерспун), которая подрабатывает стриптизершей. Крайне расстроенный изменой невесты Трипс изливает новой знакомой всю душу и та, посочувствовав его горю, подбивает его написать Кимберли письмо о разрыве отношений, дабы сохранить честь и уважение к себе и не ждать пока Кимберли первая порвет с ним. Вдвоем они сочиняют полное оскорбительных выражений письмо Кимберли, в котором Уайэтт сообщает, что «был счастлив узнать о её измене», ибо у него новая девушка и Кимберли может идти к черту. К письму они прилагают две фальшивки: использованный презерватив (в который по просьбе Айви плюнул заядлый курильщик) и фотографию на которой Айви и Трипс запечатлели себя вдвоем голыми в обнимку (для этого по инициативе Айви они обнажились перед фотоаппаратом до пояса). Они отправляют письмо ночной экспресс-почтой за счет получателя, но неожиданно на следующее утро Уайэтт Трипс к своему ужасу узнает, что произошла ошибка, что Кимберли не обманывала его и у него есть 24 часа, чтобы перехватить отправленное письмо. Трипс и Айви отправляются вдогонку за письмом через несколько штатов, сталкиваясь в пути со множеством препятствий и переживая вместе несколько опасных приключений. В конце концов Уайетт понимает, что любит Айви и прибыв в колледж где учится Кимберли, к величайшей своей радости обнаруживает, что на самом деле ошибки не произошло, что невеста действительно изменила ему с другим и позволяет почтальону доставить письмо. Порвав с Кимберли, он признается в любви Айви Миллер (которая тоже успела влюбиться в него за время их путешествия и даже один раз попыталась помешать ему «выловить» посылку, но Трипс разгадал её «коварный» замысел), предлагает ей отныне быть его девушкой и получает её согласие.

## Слоган
- «When it comes to true love, can they go the distance?»
- «Когда речь идет о настоящей любви, они смогут расстаться?»

## В ролях
- Пол Радд — Уайэтт Трипс
- Риз Уизерспун — Айви Миллер
- Кристин Тейлор — Кимберли Джесни
- Ларри Дрейк — Хэл Испвич
- Сара Сильверман — Турран
- Стивен Иоэкам — командир SWAT
- Тобин Белл — Джон Дуэйн Бизли
- Ричард Коди — владелец ранчо

## Места съёмок
- Сент-Поле, Миннесота
- Миннеаполис, Миннесота
- Международный аэропорт Миннеаполис/Сент-Пол[1]

## Отзывы
На сайте Rotten Tomatoes фильм получил рейтинг 43 % и 4,9 балла из 10. Жюстин Нил из Star Tribune негативно отнеслась к фильму, отметив слабый сюжет и отметив игру восходящих звёзд Радда и Уизерспун. Ребекка Мюррей на About.com заявила, что фильм достоин лучшей рецензии. По её мнению, фильм не получил должного внимания, заявив: «Я фактически смеялась вслух над частями „Ночной посылки“ и жаль, что ему не дали лучшей оценки».